# Sharjah International Airport
Sharjah International Airport (Arabisch: مطار الشارقة الدولي) is een internationale luchthaven bij Sharjah, Verenigde Arabische Emiraten. Het is een belangrijke vracht-luchthaven en ook de basis van low-cost carrier Air Arabia.
De luchthaven zou ook de belangrijkste invoerhaven zijn voor heroïne per vliegtuig in de VAE.

## Geschiedenis
In 1932 werd een vliegveld aangelegd voor Imperial Airways. Imperial Airways had een dienst op India en Australië en bij Sharjah was een tussenstop. Tijdens de Tweede Wereldoorlog werd het vliegveld gebruikt door de United States Army Air Forces Air Transport Command. Het vliegveld werd gebruikt als tussenstop voor toestellen onderweg naar Bahrain International Airport of Jiwani Airport in Pakistan. Dit maakte deel uit van de hoofdroute Karachi - Caïro. In 1974 werd begonnen met de bouw van de nieuwe luchthaven. Op 1 januari 1997 werd het officieel geopend; het had een capaciteit van 2 miljoen passagiers per jaar. In 2010 werden ruim 6 miljoen passagiers ontvangen en werd meer dan 500.000 ton vracht verwerkt.

## Statistieken
Het aantal passagiers is de laatste 10 jaar dramatisch toegenomen.
| Jaartal | Passagiers | Toestel bewegingen |
| ------- | ---------- | ------------------ |
| 1999    | 1.001.852  | 27.577             |
| 2000    | 948.207    | 25.997             |
| 2001    | 861.478    | 24.431             |
| 2002    | 1.028.624  | 24.803             |
| 2003    | 1.247.458  | 28.017             |
| 2004    | 1.661.941  | 32.334             |
| 2005    | 2.237.646  | 38.699             |
| 2006    | 3.064.396  | 44.182             |
| 2007    | 4.324.313  | 51.314             |
| 2008    | 5.280.445  | 60.813             |
| 2009    | 5.764.098  | 61.451             |
| 2010    | 6.306.698  | 65.401             |
| 2011    | 6.634.570  | 63.737             |

## Incidenten
Op 10 februari 2004, een Kish Air Fokker F50 crashte bij de nadering van het vliegveld waarbij 43 van de 46 inzittenden omkwamen.
Op 7 november 2004 raakte een vracht-toestel Boeing 747-230F zodanig beschadigd bij het opstijgen dat het toestel total-loss werd verklaard. Geen van de 4 bemanningsleden aan boord raakten gewond. De oorzaak was het afbreken van de start bij een te hoge snelheid voor de resterende lengte startbaan. De start werd afgebroken vanwege rookontwikkeling en harde geluiden tijdens de start.
Op 15 december 1997 verongelukte een Tupolev Tu-154 van Tajikistan Airlines tijdens de landing op SHJ. Op een afstand van 13 kilometer van Sjarjah raakte het toestel de grond waarbij 85 van de 86 inzittenden omkwamen. Een van de zeven bemanningsleden overleefde de ramp.
Op 10 juli 1960 crashte een Douglas DC-3 in de omgeving van Sjarjah. Het toestel was nog onderweg en had net contact gehad met de toren van het vliegveld. Het radiocontact ging verloren en het vliegtuig was onvindbaar. Alle 16 inzittenden, inclusief 3 bemanningsleden kwamen om.